# Hole of Metal
Hole of Metal je bil slovenski poletni dvodnevni težkometalni glasbeni festival, ki se je odvijal v Orehovljah blizu Nove Gorice. Njegov začetek sega v leto 2012, zadnjič pa je potekal leta 2016. Na njem so v večini nastopale uveljavljene in neuveljavljene slovenske skupine.

## Organizacija
Festival se je odvijal v Športnem parku Java v neposredni bližini vasi Orehovlje na Goriškem. Pod imenom Metalday je prvič potekal leta 2012, a ga je zaradi slabe promocije obiskalo zelo malo poslušalcev, zato je projekt za nekaj let padel v vodo. Festival so obudili leta 2015 z novim imenom Hole of Metal in intenzivnejšo promocijo, takrat pa so prišli v rdeče številke zaradi deževnega vremena. Kljub temu so ga izvedli še naslednje leto, načrtovali pa so ga tudi v letu 2017, a jim je zmanjkalo denarja in so ga zato odpovedali. Zadnji Hole of Metal je tako potekal leta 2016.

## Seznam glasbenih skupin po letih

### 2015[2]
Petek
- Eruption
- Lintver
- Pain Is
- Rodoljubac
- Morana
- Fierine
- Partia

Sobota
- Alogia
- Sarcasm
- Thundersteel
- Dickless Tracy
- Agan
- Vulvathrone
- Black Reaper

### 2016[1]
Petek
- Big Bad Wolf
- Tomcat
- BattleX
- HellMetAll
- Panikk
- Bad Blood
- Within Destruction
- Devil's Bridge

Sobota
- ŽižolathTH
- Woli Wo
- Reckless
- Necrotic
- Once Was Never
- From Ashes
- Pyroxene
- Cordura
- Pain Is
- Metalsteel
- Cowboys from Hell